# Congophiloscia annobonensis
Congophiloscia annobonensis là một loài chân đều trong họ Philosciidae. Loài này được Schmalfuss & Ferrara miêu tả khoa học năm 1978.